# Емир Кючук Султанов мост
Емир Кючук Султанов мост или Камен мост (на македонска литературна норма: Емир Ќучук Султанов мост, Камен мост) е мост на река Брегалница, разположена на входа на град Щип, Северна Македония.

## История
Мостът е изграден в 1672 година на входа на Щип и е от редките примери на османската архитектура в града. По време на Балканската война през моста минава демаркационната линия, която разделя града на българска и сръбска част. Селищата от лявата страна на Брегалница са под българска окупация, а селищата от дясната – под сръбска. В минатото, когато реката е била по-пълноводна, мостът има голяма комуникационна роля, но с намаляването на водата придобива историко-архитектурно значение.